# Bill Hagerty
Bill Hagerty (Nashville, 1959. augusztus 14. –) az Amerikai Egyesült Államok Tennessee államának szenátora.